# Monstrilla roscovita
Monstrilla roscovita är en kräftdjursart som först beskrevs av Malaquin 1901.  Monstrilla roscovita ingår i släktet Monstrilla och familjen Monstrillidae. Inga underarter finns listade i Catalogue of Life.